# Колінько Павло Каленикович
Павло Каленикович Колінько (1903 — 1 квітня 1953, місто Полтава) — український радянський партійний діяч, 1-й секретар Гельмязівського районного комітету КП(б)У Полтавської області, секретар Полтавського обласного комітету КП(б)У, голова Полтавської обласної ради профспілок.

## Біографія
Народився в бідній селянській родині.
Член ВКП(б) з 1930 року.
Працював секретарем і головою сільської ради, обирався секретарем колгоспної партійної організації.
Перебував на відповідальній партійній роботі: з 1937 року — секретар Машівського районного комітету КП(б)У Полтавської області, секретар Лохвицького районного комітету КП(б)У Полтавської області, секретар Кременчуцького міського комітету КП(б)У Полтавської області.
У 1938 — лютому 1941 року — 1-й секретар Гельмязівського районного комітету КП(б)У Полтавської області.
З лютого по серпень 1941 року — 1-й секретар Лохвицького районного комітету КП(б)У Полтавської області.
У 1943—1944 роках — завідувач відділу Полтавського обласного комітету КП(б)У.
У березні 1944 — січні 1949 року — секретар Полтавського обласного комітету КП(б)У із кадрів.
У жовтні 1948 — 1 квітня 1953 року — голова Полтавської обласної ради професійних спілок.
Помер 1 квітня 1953 року після важкої тривалої хвороби.

## Нагороди
- орден «Знак Пошани» (23.01.1948)
- медаль «Партизанові Вітчизняної війни» ІІ ст.
- медаль «За доблесну працю у Великій Вітчизняній війні 1941—1945 рр.»